# شهرستان زاگرب
زاگرب (کرواتی: Zagrebačka županija) یکی از شهرستان های کرواسی همنام شهر زاگرب پایتخت و گاه منطقه شهری اطراف زاگرب شمرده می‌شود.

## تاریخچه
مرکز آن شهر ساموبور از سال ۱۲۴۲ میلادی وجود داشته است.

## جمعیت و مساحت
جمعیت آن در ۲۰۰۱ برابر ۳۰۹٬۶۹۶ نفر بوده و مساحت آن ۳٬۰۷۸ ک. م است.